# Roger Allam
Roger William Allam (ur. 26 października 1953 w Londynie) – brytyjski aktor teatralny, filmowy i telewizyjny.

## Życiorys
Absolwent studiów aktorskich na The University of Manchester. Jako aktor związany głównie z londyńskimi teatrami oraz z Royal Shakespeare Company. W 1985 znalazł się w premierowej angielskiej obsadzie musicalu Les Misérables, występując jako Javert. W 2000 zagrał Adolfa Hitlera w wystawianej w Royal National Theatre sztuce Davida Edgara Speer. Brał udział w licznych spektaklach radiowych produkowanych przez BBC, m.in. w 2004 w nadawanej przez BBC Radio 4 adaptacji Nędzników. Dwukrotnie zdobywał nagrodę teatralną Laurence Olivier Award dla najlepszego aktora: w 2002 za rolę w Privates on Parade i w 2011 za rolę Falstaffa w Henryku IV części 1 i 2. Był do niej nominowany również w 2002 za występ w Summerfolk i w 2004 za odtworzenie postaci Willy'ego Brandta w Democracy.
W 1981 zadebiutował w telewizji w serialu ITV Playhouse. Regularnie w produkcjach telewizyjnych zaczął występować w latach 90. W późniejszym czasie obsadzany także w rolach kinowych. Odgrywał epizodyczne postaci historyczne: sekretarza Elżbiety II Robina Janvrina w Królowej, Walta Disneya w Obywatelu Wellesie, doradcy Margaret Thatcher Gordona Reece'a w Żelaznej Damie, Henry'ego Pelhama w Piratach z Karaibów: Na nieznanych wodach. Wystąpił także w V jak vendetta, Wietrze buszującym w jęczmieniu i produkowanym przez HBO serialu Gra o tron (jako Illyrio Mopatis).

## Wybrana filmografia
- 1989: Wilt
- 1989: Ending Up (serial TV)
- 1997: Inspector Morse (serial TV)
- 1998: Heartbeat (serial TV)
- 1998: Morderstwa w Midsomer (serial TV)
- 1999: Obywatel Welles
- 2002: Detektyw Foyle (serial TV)
- 2003: The Roman Spring of Mrs. Stone
- 2005: Tristram Shandy: Wielka ściema
- 2005: Sprawy inspektora Lynleya
- 2005: V jak vendetta
- 2006: Królowa
- 2006: Wiatr buszujący w jęczmieniu
- 2008: Speed Racer
- 2008: Margaret (film telewizyjny)
- 2009: Krod Mandoon i Gorejąca Klinga Ognia
- 2009: Powstać z popiołów (serial TV)
- 2010: Tamara i mężczyźni
- 2011: Gra o tron (serial TV)
- 2011: Piraci z Karaibów: Na nieznanych wodach
- 2011: Żelazna Dama
- 2012: Kobieta w czerni
- 2012: Endeavour: Sprawy młodego Morse’a (serial TV)
- 2015: Pan Holmes
- 2017: The Hippopotamus
- 2022: Sandman (serial TV)
- 2023: Tetris